# Швьонтники Гурне
Швьонтнѝки Гу̀рне (на полски: Świątniki Górne) е град в Южна Полша, Малополско войводство, Краковски окръг. Административен център е на градско-селската Швьонтнишка община. Заема площ от 4,44 км2.

## Население
Според данни от полската Централна статистическа служба, към 1 януари 2014 г. населението на града възлиза на 2394 души. Гъстотата е 539 души/км2.